# 菅野高世
菅野 高世（すがの の たかよ）は、平安時代初期の貴族。参議・菅野真道の子。官位は従五位下・周防守。

## 経歴
大同3年（808年）正六位上から従五位下に叙爵。弘仁6年（815年）に兵部少輔、弘仁11年（820年）周防守を歴任した。
歌人として『古今和歌集』に一首が残っている。

## 官歴
注記のないものは『日本後紀』による。
- 時期不詳：正六位上
- 大同3年（808年） 正月25日：従五位下
- 弘仁6年（815年） 9月4日：兵部少輔
- 弘仁11年（820年） 日付不詳：周防守[1]